# Richard Pellejero
Richard Pellejero, vollständiger Name Richard Javier Pellejero Ferreira (* 30. März 1976 in Montevideo) ist ein uruguayischer ehemaliger Fußballspieler.

## Karriere
Der nach Angaben seines Vereins 1,80 Meter große Mittelfeldspieler begann seine Laufbahn in der Apertura 1995 beim Club Atlético Cerro. Dort spielte er bis zum Jahr 2000. Bis auf das Jahr 1998, in dem eine Zwischenstation in der Segunda División eingelegt wurde, befand sich der Verein in dieser Zeit in der Primera División. Die Jahre 2001 und 2002 verbrachte er in Reihen des Großclubs Nacional, der in beiden Jahren Uruguayischer Meister wurde. Ab der Apertura 2003 gehörte er dem Kader von Centro Atlético Fénix an. Drei Tore bei 29 Erstligaeinsätzen sind dort für ihn in der Spielzeit 2004 verzeichnet. 2005 wechselte er zum Ligakonkurrenten Danubio. Während seiner Station bei letztgenanntem Klub werden ihm für die Zwischensaison 2005 12 Erstligaspiele (kein Tor) und für die Spielzeit 2005/06 14 14 absolvierte Begegnungen (ein Tor) in der Primera División zugeschrieben. In der Saison 2006/07 war der soeben abgestiegene Club Atlético Cerro erneut sein Arbeitgeber. Als Tabellendritter wurde der sofortige Wiederaufstieg sichergestellt. In der Folge führte sein Karriereweg erstmals ins Ausland, wo er einen Vertrag beim ecuadorianischen Verein Aucas unterzeichnete. Anschließend absolvierte er Anfang 2008 die Clausura-Vorbereitung wieder bei Cerro. Im Februar 2008 wechselte er von dort auf Basis eines zunächst auf sechs Monate befristeten Leihgeschäfts zum von Alberto Fanesi trainierten Quilmes Atlético Club, wobei sich die Argentinier für den Spieler eine Kaufoption sicherten. Für die Argentinier absolvierte er sechs Partien in der Nacional B. In der Clausura 2008 heuerte er zum dritten Mal bei Cerro an und spielte bis 2010 für den Club. In den beiden Spielzeiten 2008/09 und 2009/10 wurde er 52-mal in der Ersten Liga eingesetzt (zwei Tore). Dort gewann Pellejero 2009 gewann mit seinen Mitspielern die Copa Artigas (Liguilla Pre Libertadores 2009, Pellejeros Bilanz: neun Startelfeinsätze), was die Qualifikation für den nachfolgenden Copa-Libertadores-Wettbewerb bedeutete, in dem Pellejero sechs Partien bestritt. Nach der Clausura 2010 verließ er Montevideo in Richtung Chile und band sich vertraglich an Universidad de Concepción. Zur Saison 2012/13 stand eine abermalige Rückkehr zu Cerro an. In der Saison 2012/13 kam Pellejero in 28 Erstligabegegnungen zum Einsatz. Seit der Spielzeit 2013/14 steht er bei Sud América unter Vertrag und stand in jener Saison 28-mal (kein Tor) in der Primera División auf dem Platz. In der Spielzeit 2014/15 bestritt er 27 Erstligapartien (kein Tor). Anschließend kehrte er zu Cerro zurück. In der Saison 2015/16 lief er dort in 19 Erstligaspielen auf und schoss ein Tor.

## Erfolge
- 2× Uruguayischer Meister (2001, 2002)
- Copa Artigas 2009